# Anwanden (Zirndorf)

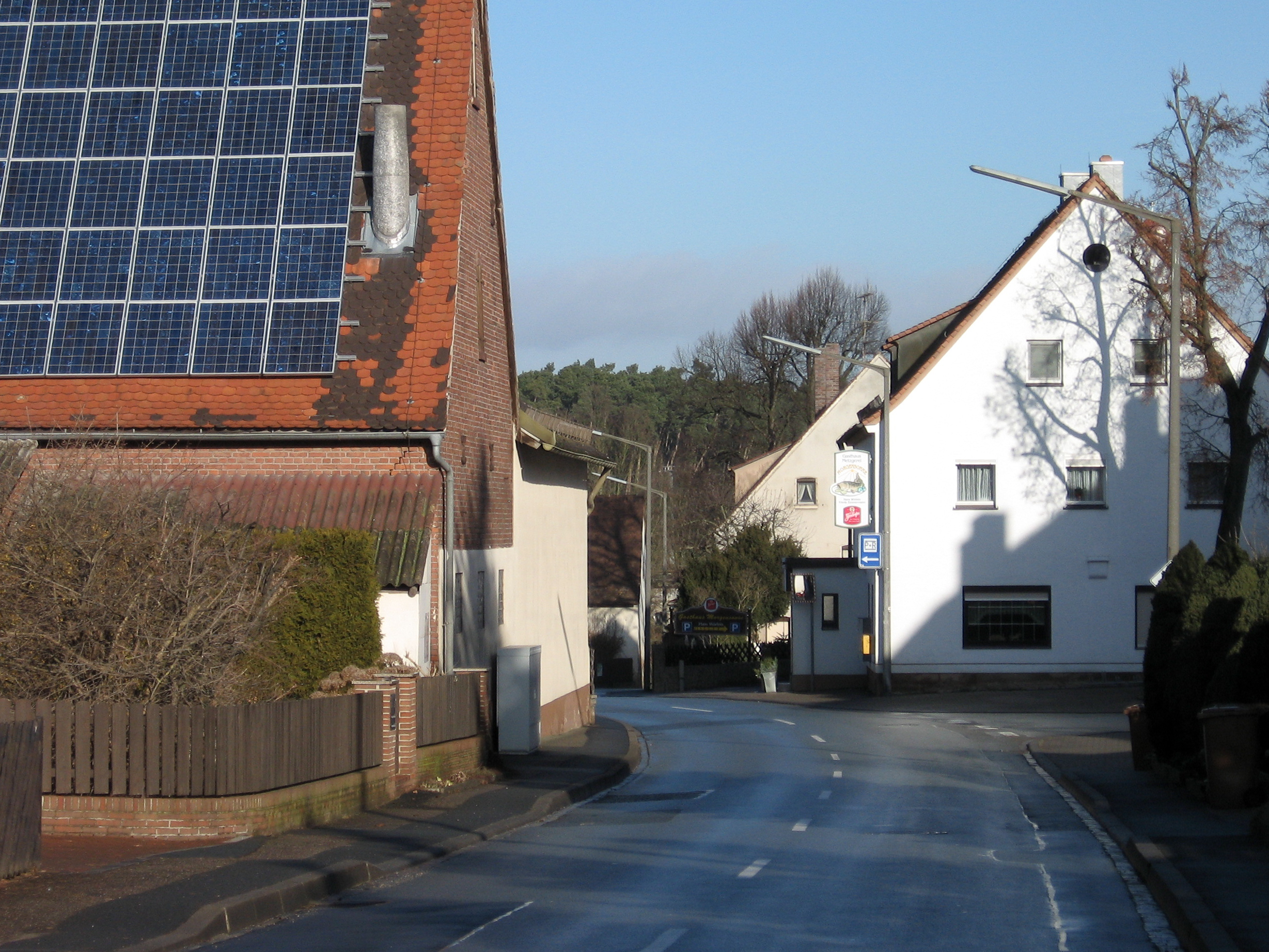
Anwanden Ortsstraße

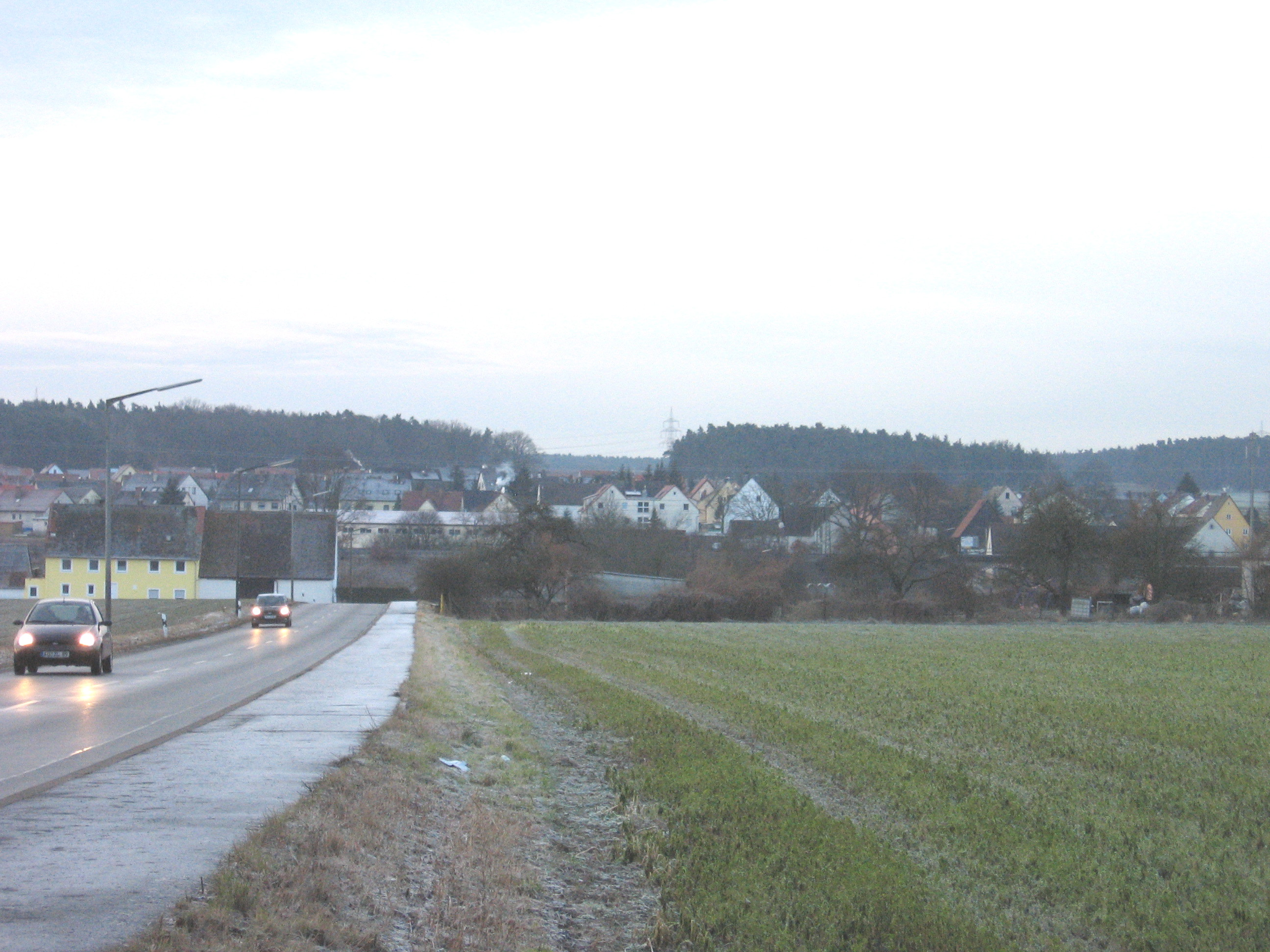
Panorama Nord

Anwanden (fränkisch: Oh-wandn) ist ein Gemeindeteil der Stadt Zirndorf im mittelfränkischen Landkreis Fürth in Bayern. Anwanden liegt in der Gemarkung Leichendorf.

## Geographie
Unmittelbar nördlich des Dorfes fließt der Kreuzbach (im Unterlauf Asbach genannt), ein linker Zufluss der Rednitz. Der Ort ist von Acker- und Grünland und kleineren Waldgebieten umgeben. 0,75 km südlich befindet sich die Anhöhe Gaukelesberg (386 m ü. NHN). Die Kreisstraße FÜ 14 führt nach Lind (1,5 km nördlich) bzw. nach Sichersdorf (1,7 km südlich). Die KreisstraßeFÜ 22 führt am Wolfgangshof vorbei nach Weitersdorf (1,6 km südwestlich). Eine Gemeindeverbindungsstraße führt nach Rehdorf (1,5 km östlich).

## Geschichte
Im Berg’schen Reichslehenbuch wurde 1396 bestätigt, dass ein Kundradus Fütter „ain gut zu Antwanten“ besitzt. Das war die erste urkundliche Erwähnung. Der Ortsname leitet sich vom althochdeutschen Wort „anwande“ (=Ackerbeet) ab.
„Abantten“ gehörte 1430 bereits zur Pfarrei Zirndorf und der römisch-deutsche König Maximilian I. gab 1495 ein Gut als Lehen an einen Bernhard Müller. Obwohl Anwanden 1555 bereits kirchlich zu Zirndorf zählte, mussten die Anwandener den Getreidezehnt an den Domkapitel in Eichstätt abgegeben, weil Zirndorf noch Eigenkirche von Eichstätt gewesen ist. Von vor 1577 bis 1615 gehörte die Grundherrschaft Anwanden der Nürnberger Familie Dietherr von Anwanden, die wahrscheinlich um 1550 das Anwandener Schloss errichteten. Den Dietherr folgten (durch Heirat) die Kötzler. Das Schloss wurde im Dreißigjährigen Krieg zerstört und um 1900 abgebrochen.
Die meisten Dörfer in der unmittelbaren Umgebung zur Alten Veste wurden 1632 im Dreißigjährigen Krieg von den Truppen Wallensteins bei deren Rückzug zerstört. Anwanden wurde völlig zerstört und fast ganz aufgegeben. Georg Albrecht Pfaff, „alter Pfaff“ genannt, soll der einzige Überlebende des Krieges gewesen sein. Erst 1677 und 1687 wurde von Wiederaufbau und Bauern, die die Felder bestellen, berichtet. Eine Kaufurkunde von 1685 bezeugt, dass ein Hans Conrad einen Bauernhof erstand, welcher „in völliger Ödschaft“ lag.
Gegen Ende des 18. Jahrhunderts gab es in Anwanden acht Anwesen. Das Hochgericht und die Dorf- und Gemeindeherrschaft übte das brandenburg-ansbachische Richteramt Roßtal aus. Grundherren waren das Kastenamt Cadolzburg (ein Hof, ein Gut, ein Hirtenhaus), das Gotteshaus Buchschwabach (ein Hof), das Gotteshaus Oberasbach (ein Viertelhof) und Nürnberger Eigenherren: von Ebner (ein Hof), von Haller (ein Hof), von Tucher (ein Hof). 1799 gab es im Ort sieben Anwesen, von denen drei dem Kastenamt Cadolzburg unterstanden und vier nürnbergisch waren.
Von 1797 bis 1808 unterstand der Ort dem Justiz- und Kammeramt Cadolzburg. Im Rahmen des Gemeindeedikts wurde Anwanden dem 1808 gebildeten Steuerdistrikt Leichendorf zugeordnet. Es gehörte auch der im selben Jahr gegründeten Ruralgemeinde Leichendorf an. Ein Anwesen unterstand in der freiwilligen Gerichtsbarkeit bis 1812 und von 1821 bis 1836 dem Patrimonialgericht Weikershof, ein Anwesen bis 1812 und von 1822 bis 1834 dem Patrimonialgericht Lohe und Behringersdorf und ein Anwesen bis 1812 dem Patrimonialgericht des Freiherrn von Haller.
Die Freiwillige Feuerwehr Anwanden-Lind wurde 1894 gegründet.
Im Rahmen der Gebietsreform in Bayern wurde Anwanden am 1. Januar 1976 nach Zirndorf eingemeindet.

### Baudenkmal
- Taubenweg 6: Wohnstallhaus[11]

### Einwohnerentwicklung
| Jahr      | 001818 | 001840 | 001861 | 001871 | 001885 | 001900 | 001925 | 001950 | 001961 | 001970 | 001987 | 002007 | 002022 |
| Einwohner | 70     | 81     | 90     | 82     | 97     | 124    | 115    | 237    | 195    | 195    | 402    | 646    | 549    |
| Häuser    | 12     | 13     |        |        | 19     | 17     | 18     | 21     | 23     |        | 100    |        |        |
| Quelle    | [ 13 ] | [ 14 ] | [ 15 ] | [ 16 ] | [ 17 ] | [ 18 ] | [ 19 ] | [ 20 ] | [ 21 ] | [ 22 ] | [ 23 ] |        | [ 1 ]  |

## Religion
Der Ort ist seit der Reformation evangelisch-lutherisch geprägt und war ursprünglich nach St. Rochus (Zirndorf) gepfarrt, aktuell ist die Pfarrei St. Lorenz (Oberasbach) zuständig. Die Einwohner römisch-katholischer Konfession sind nach St. Josef (Zirndorf) gepfarrt.

## Brauchtum
Jeweils am Himmelfahrtswochenende ist in Anwanden Kärwa.

## Verkehr
Anwanden liegt an der Bahnstrecke Nürnberg–Crailsheim. Am 15. Mai 1875 wurde die Bahnstrecke Nürnberg–Crailsheim eröffnet, an der der Ort einen Haltepunkt erhielt; die ursprünglich geplante Trassenführung durch das Biberttal wurde durch den Industriellen Graf Faber-Castell verhindert.
Seit 2011 ist Anwanden an das Nürnberger S-Bahnnetz angebunden. Durch die Zirndorfer Stadtbuslinie 151 ist Anwanden an den Zirndorfer Bahnhof bzw. an die Rangaubahn und an die Buslinien des OVF sowie an die Nürnberger Stadtbuslinien angebunden. Anwanden liegt im Geltungsbereich des Verkehrsverbund Großraum Nürnberg (VGN).